# Agrostophyllum brachiatum
Agrostophyllum brachiatum är en orkidéart som beskrevs av Johannes Jacobus Smith. Agrostophyllum brachiatum ingår i släktet Agrostophyllum och familjen orkidéer.

## Underarter
Arten delas in i följande underarter:
- A. b. brachiatum
- A. b. latibrachiatum